# 永福磁石
25°05′26″N 121°31′32″E / 25.090430°N 121.525464°E
永福磁石，是位於臺灣臺北市士林區仁勇里士林公民會館的磁石，能將指北針指針轉向相反。

## 永福磁石
臺灣清治時期的《淡水廳志》記載有一種名為「反經石」的磁石能使指北針指針方向轉反，如陽明山的菜公坑山頂的安山岩磁鐵礦。後《台灣名勝舊蹟誌》也有記載此天然紀念物。
《淡水廳志》卷十三．古蹟考：
|  | 反經石：一在觀音山西雲巖上，凡二石，其一形如馬鞍，每捧羅經鍼本子午置於石，則反為卯酉，故名。一在芝蘭堡石閣山上，約五、六石，皆然。惟所反之方位互異。 |

其中一塊原為長十七公寸與高七公寸，原在陽明山的永福里，距士林鎮四公里的公路左側田圃中。1959年，台灣省公路局拓寬該段公路時，以此石有礙工程而破壞，引起鎮公所及鎮民抗議該局負破壞古蹟。時任士林鎮鎮長的陳滿堂與鎮民代表徐錦來，想報請陽明山管理局處理。公路局將殘餘的一石塊給新安里辦公處保管，士林鎮長林振興及士林國小校長潘銀貴就把其中最大的一塊石頭搬到士林鎮公所前面的大東路圓環中。此石被當地人尊為鎮寶、認為有安定人心的作用。過去，沒有用科學方法求證過，變成以訛傳訛，有許多不同繪聲繪影的故事。
1974年，臺北市政府民政局決定將此石與台北市的大砥石、小砥石、風動石列為古蹟。同年9月22日晚，台灣大學物理系教授王亢沛與陳卓前往求證，以粉筆一一畫白線作定位，發現這塊石頭內部是互相牽制的小磁鐵組成，其中只有一區能使指針完全反北為南，結論是怪而不奇。
1994年底，士林區行政中心啟用之後，新上任的區長陳光國在1995年春節過後，將石搬至行政中心一樓門廳，置放於玻璃櫃中。日後，大東路75號的士林區公所舊建築物改為士林公民會館，為士林區仁勇里的民眾活動中心。

## 其他反經石
臺靜農在弔念張大千的文中，提及摩耶精舍庭園有莊嚴所贈的反經石，重兩百來斤。
1973年3月，莊嚴在閱讀《台灣名勝舊蹟誌》時，得知陽明山大路旁有這類反經石的存在，因此帶莊伯和等學生前往。他們先是四處尋找，毫無所見，直到老農曹賜藤指路，才在路旁地瓜田發現一塊馬蹄型的大反經石。據曹賜藤說日治時期假日常有遊客前來觀賞，但現在卻被遺忘。爾後，莊嚴自己又在附近找到幾塊反經石，其中之一經運回，置於庭園賞玩，後轉送給張大千。